# Piłka nożna w Rumunii
Piłka nożna (rum. Fotbal fot.baˈl) jest najpopularniejszym sportem w Rumunii. Jej głównym organizatorem na terenie Rumunii pozostaje Federația Română de Fotbal (FRF).
Rumuński klub zdobył jeden raz Puchar Europy Mistrzów Krajowych i Superpuchar Europy.
W Liga I grają trzy najbardziej znane kluby świata, takie jak Steaua, Dinamo Bukareszt i CFR Cluj.

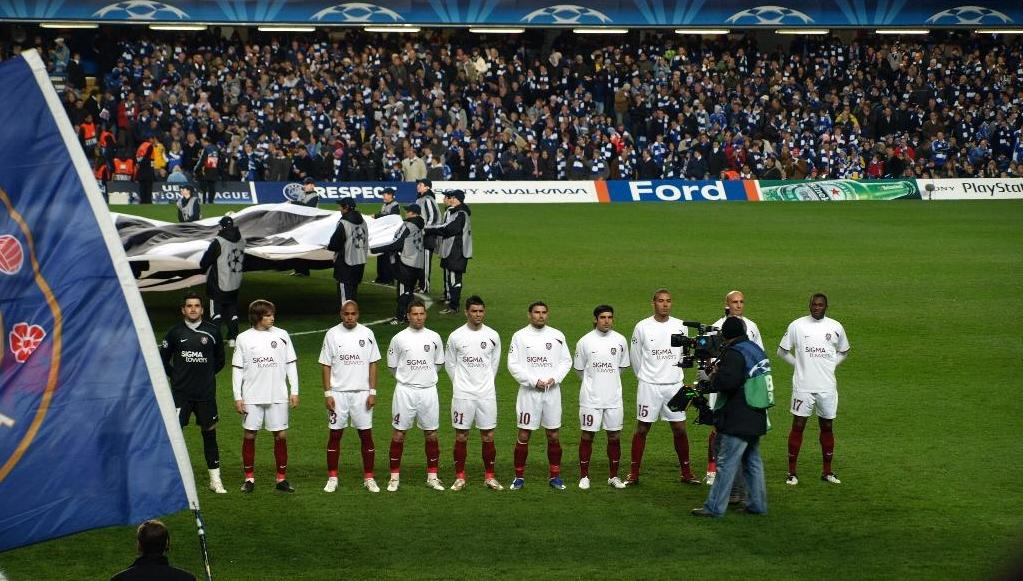
CFR Cluj podczas przegranego meczu z Chelsea 2:1.

Rumuńscy menedżerowie zdobyli łącznię 3 tytuły, wygrywając rozgrywki Ligi Mistrzów (dawniej Pucharu Europy). Są to Ștefan Kovács (2) i Emerich Jenei.

## Historia

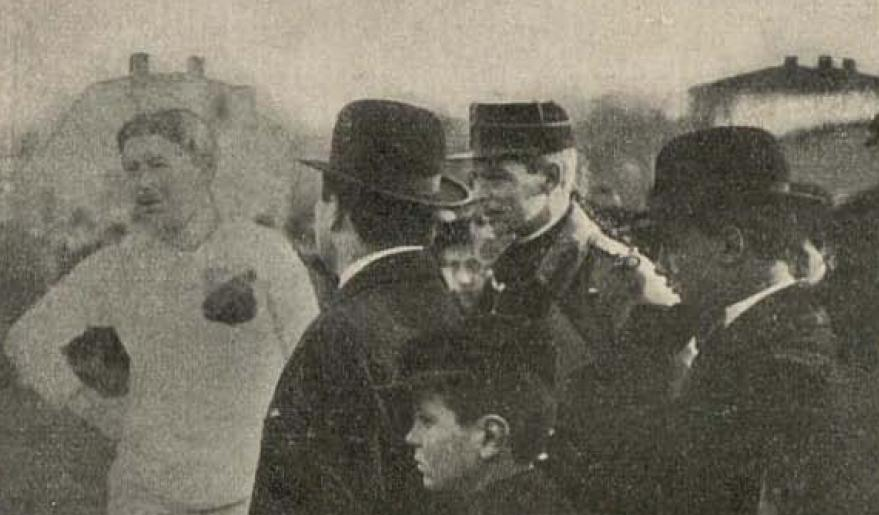
Karol, książę rumuński (przyszły król Karol II) uczestniczy w pokazowym meczu piłki nożnej na Kiseleff Road w 1910 roku (jak wyjaśniono w oryginalnym podpisie, był to również jeden z pierwszych meczów piłki nożnej w Rumunii).

Piłka nożna zaczęła zyskiwać popularność w Rumunii w drugiej połowie XIX wieku. W 1879 roku w Aradzie powstał pierwszy rumuński klub piłkarski SG Arad, w 1904 - ASC Olympia Bukareszt, potem następne. Po założeniu rumuńskiej federacji piłkarskiej - FRF (zwaną wtedy Stowarzyszeniem Towarzystw Sportowych w Rumunii (rum. ASAR - Asociaţiunea Societăților Atletice din România) w 1909 roku, rozpoczął się proces zorganizowania pierwszych oficjalnych Mistrzostw Rumunii. Pierwsza edycja startowała w sezonie 1909/10 - końcowe mecze pierwszych piłkarskich mistrzostw odbyły się w grudniu 1909 i w styczniu 1910 roku w Bukareszcie. Trzy pionierskie kluby to Olympia i Colentina z Bukaresztu oraz United z Ploiești. Każda drużyna grała mecze z innymi dwoma klubami, a Olympia București została koronowana na mistrza kraju. W następnych latach turniej został zorganizowany w grupach regionalnych, a zwycięzcy każdej z grup uczestniczących w play-off, a ewentualni zwycięzcy zostali ogłoszeni mistrzami. Od 1909 do 1921 roku mistrzostwa zostały zorganizowane jako rozgrywki pucharowe, a zwycięzca otrzymywał tytuł mistrza Rumunii, z wyjątkiem lat 1916-1919, kiedy to mistrzostwa zawieszono z powodu I wojny światowej.
W sezonie 1921/22 organizowano Mistrzostwa Rumunii. Do 1932 zespoły walczyli w grupach regionalnych, a potem zwycięzcy grup systemem pucharowym wyłaniały mistrza kraju. W sezonie 1932/33 po raz pierwszy wystartowały rozgrywki w Divizia A. W sezonach 1932/33 i 1933/34 zespoły zostały najpierw podzielone na 2 grupy, a potem odbywał się mecz finałowy pomiędzy najlepszymi drużynami, dopiero od sezonu 1934/35 rozgrywki odbywały się w jedynej lidze.
W sezonie 2006/07 liga została przemianowana na Liga I.

## Format rozgrywek ligowych
W obowiązującym systemie ligowym trzy najwyższe klasy rozgrywkowe są ogólnokrajowe (Liga I, Liga II i Liga III). Dopiero na czwartym poziomie pojawiają się grupy regionalne.

## Puchary
Rozgrywki pucharowe rozgrywane w Rumunii to:
- Puchar Rumunii (Cupa României),
- Puchar Ligi (Cupa Ligii României),
- Superpuchar Rumunii (Supercupa României) - mecz między mistrzem kraju i zdobywcą Pucharu.